# 福贡三窝蛛
福贡三窝蛛（学名：Trilacuna fugong）一种于中国云南省福贡县匹河怒族乡发现的蜘蛛，隶属于卵形蛛科三窝蛛属。

## 鉴别特征
福贡三窝蛛雄性腹部与坝湾三窝蛛（Trilacuna bawan）相似，精孔正下方有一条褶皱，腹部侧面观精孔处隆起。